# Gamasholaspis
Gamasholaspis  es un género de ácaros perteneciente a la familia Parholaspididae.

## Especies
Gamasholaspis Berlese, 1903
- Gamasholaspis akimotoi (Ishikawa, 1966)
- Gamasholaspis anmashanensis Tseng, 1993
- Gamasholaspis blandus Tseng, 1993
- Gamasholaspis browningi (Bregetova & Koroleva, 1960)
- Gamasholaspis concavus Gu & Guo, 1996
- Gamasholaspis convexus Tseng, 1993
- Gamasholaspis duyunensis Chen, Guo & Gui, 1994
- Gamasholaspis eothenomydis Gu, 1984
- Gamasholaspis formosus Tseng, 1993
- Gamasholaspis gamasoides Berlese, 1903
- Gamasholaspis khaoyaiensis Ishikawa & Saichuae, 1997
- Gamasholaspis linae Petrova, 1977
- Gamasholaspis lingulatus Tseng, 1993
- Gamasholaspis malacus Tseng, 1993
- Gamasholaspis nonunguis Tseng, 1993
- Gamasholaspis paravariabilis Ma & Yin, 1999
- Gamasholaspis pygmaeus Ishikawa, 1980
- Gamasholaspis serratus Ishikawa, 1980
- Gamasholaspis uenoi Ishikawa, 1995